# Saint-Poix
Saint-Poix é uma comuna francesa na região administrativa da Pays de la Loire, no departamento de Mayenne. Estende-se por uma área de 7,38 km². Em 2010 a comuna tinha 412 habitantes (densidade: 55,8 hab./km²).